# Schützenpanzerwagen Sd.Kfz. 251
Mittlerer Schützenpanzerwagen Sonderkraftfahrzeug 251, kort SPW Sd.Kfz. 251 (svenska: Medeltung Skyttepansarvagn Särskilt motorfordon 251), var en tysk lättpansrad terränggående halvbandvagn med transportutrymme (så kallat bollhav), vilken användes i stort antal av den nazityska krigsmakten under andra världskriget. Vagnen var främst avsedd som splitterskyddat trupptransportfordon eller pansarskyttefordon, men användes även för spaning, eldledning och sjuktransport, etc.

## Utveckling
SdKfz 251 utvecklades för att infanteri skulle kunna följa med stridsvagnar under strid. Fordonet tilldelades infanteri som ingick i pansar- och motoriserade divisioner. SPW 251 sattes i början på kriget in i litet antal och deras antal utökades efter hand. Tyskarnas ambition var att allt infanteri, pionjärer, spaningsförband m.fl. i pansardivisionerna skulle transporteras i de bepansrade SdKfz. Dock lyckades aldrig den tyska krigsindustrin tillverka tillräckligt många SdKfz 251 för att uppfylla den tyska arméns behov.
Större delen av infanteriet i pansardivisionerna transporterades därför i lastbilar. Ofta räckte antalet SdKfz bara till en bataljon. Vissa prioriterade divisioner tilldelades dock fler SdKfz. Totalt tillverkades drygt 15 200 vagnar.

## Egenskaper
Tio utrustade soldater fick plats i fordonet och besättningen utgjordes av två man. Beväpningen utgjordes av 1-2 kulsprutor av typen MG 34, senare under kriget MG 42.

## Varianter
Vid sidan av trupptransport togs även en mängd varianter av SdKfz 251 fram, till exempel:

### SdKfz 251/1
Mittlerer gepanzerter Schützenpanzerwagen
Medeltungt bepansrat trupptransportfordon. Beväpning två kulsprutor av typen MG34 eller MG42. Besättning på två man, transporterade en pansargrenadjärgrupp om tio soldater eller en kulspruteomgång med två MG34 i Lafette 34. Fordonet var avsett som standardtransportmedlet för pansargrenadjärförband även om man aldrig lyckades tillverka tillräckligt många för att fullt utrusta förbanden, pansardivisionerna hade vanligtvis bara en av fyra pansargrenadjärbataljoner fullt utrustade med SdKfz 251.

### SdKfz 251/2
Mittlerer gepanzerter Schützenpanzerwagen mit Granatwerfer
Medeltungt bepansrat granatkastarfordon. Beväpning en 8 cm GrW 34 granatkastare och en kulspruta av typen MG34 eller MG42. Medförde 66 granater till granatkastaren. Användes av understödsplutonen i pansargrenadjärkompanier.

### SdKfz 251/3
Mittlerer gepanzerter Funkpanzerwagen

Stabsfordon med extra radioutrustning. Olika radioalternativ fanns.

### SdKfz 251/4
Mittlerer gepanzerter Schützenpanzerwagen mit Munition und Zubehör für le. IG. 18
Medeltungt bepansrat ammunitionsfordon för Infanteriegeschütz 18. Senare även för andra Infanteriegeschütze.

Besättning: 7 man, beväpning: en 7,92 mm ksp MG34. Dragfordon för en lätt infanterikanon 7,5 cm le.IG 18, lastade 120 enheter ammunition till infanterikanonen. Denna variant ersattes av SdKfz 251/9 från 1942.

### SdKfz 251/5
Mittlerer gepanzerter Schützenpanzerwagen für die Pionierzüge
Medeltungt bepansrat ledningsfordon för pionjärpluton. Besättning på 9 man, beväpnad med två kulsprutor av typen MG34 eller MG42 och utrustade med FuG8 och FuG5.

### SdKfz 251/6

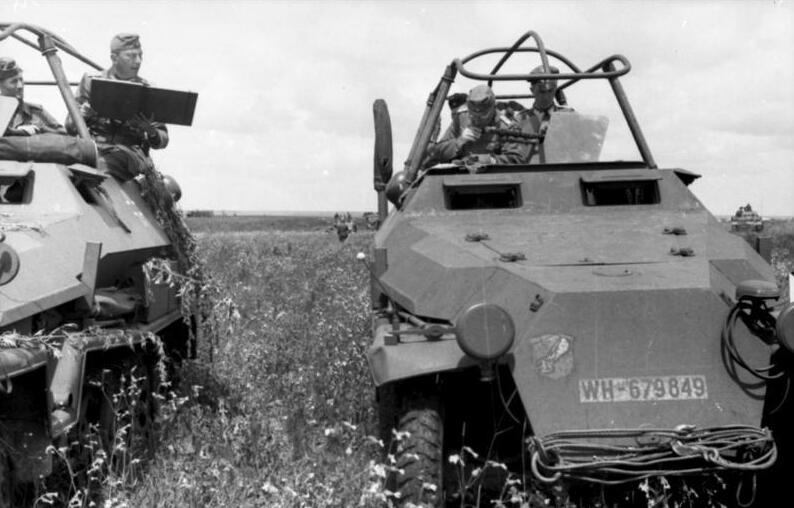
Två stycken SdKfz 251/6 med kårchefen för XXIV. Panzerkorps general Willibald von Langermann und Erlencamp stående i fordonet till höger i juni 1942 i södra Sovjetunionen

Mittlerer gepanzerter Kommandowagen
Medeltungt kommandofordon utrustat med radioanläggning FuG11+FuG12 eller FuG12+FuG19 och Fu f. FuG11 krävde 8m teleskopmast. Kryptoapparat Enigma ingick i utrustning. Detta fordon var avsedd för divisionschef och högre befäl.

### SdKfz 251/7
Mittlerer Pionierpanzerwagen

Medeltungt bepansrat fordon för pionjärpluton.

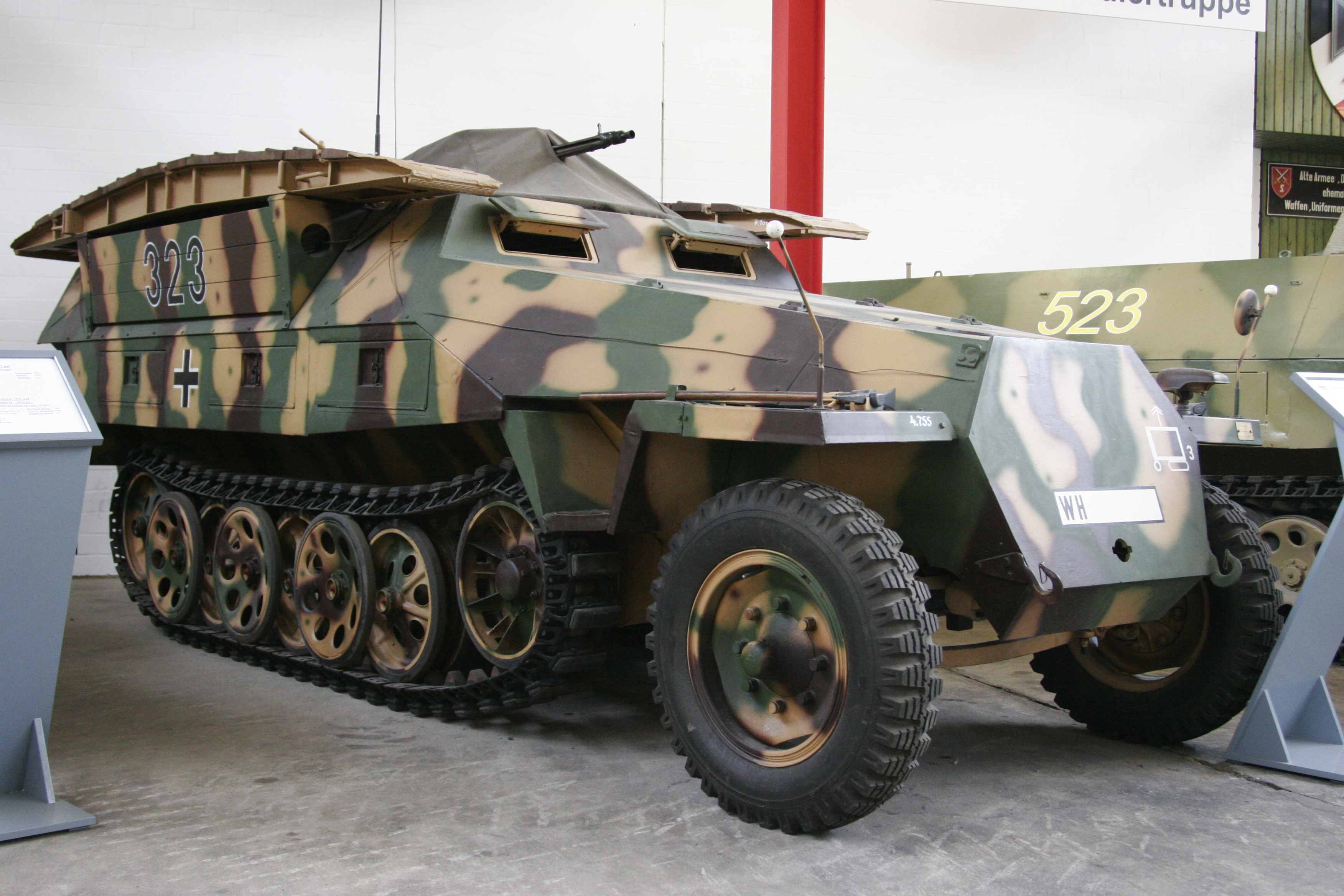
Sd.Kfz. 251/7 "Pionierpanzerwagen"

### SdKfz 251/8
Mittlerer Krankentransportwagen

Medeltungt bepansrat ambulanstransportfordon.

### SdKfz 251/9
Mittlerer gepanzerter Schützenpanzerwagen mit 7,5 cm KwK 37

Understödsfordon med 7,5 cm KwK 37. Ersatte den dragna lätta infanterikanonen 7,5 cm le. IG 18 som organiskt understöd för pansargrenadjärbataljoner. Den 31 mars 1942 ombads Büssing-NAG att utveckla en överbyggnad på vagnen där den gamla 7,5 cm KwK 37 kunde monteras, då dessa fanns i riklig tillgång sedan produktionen av  Panzerkampfwagen IV hade bytt till 7,5 cm KwK 40. I juni 1942 sändes två prototyper till östfronten för utvärdering.

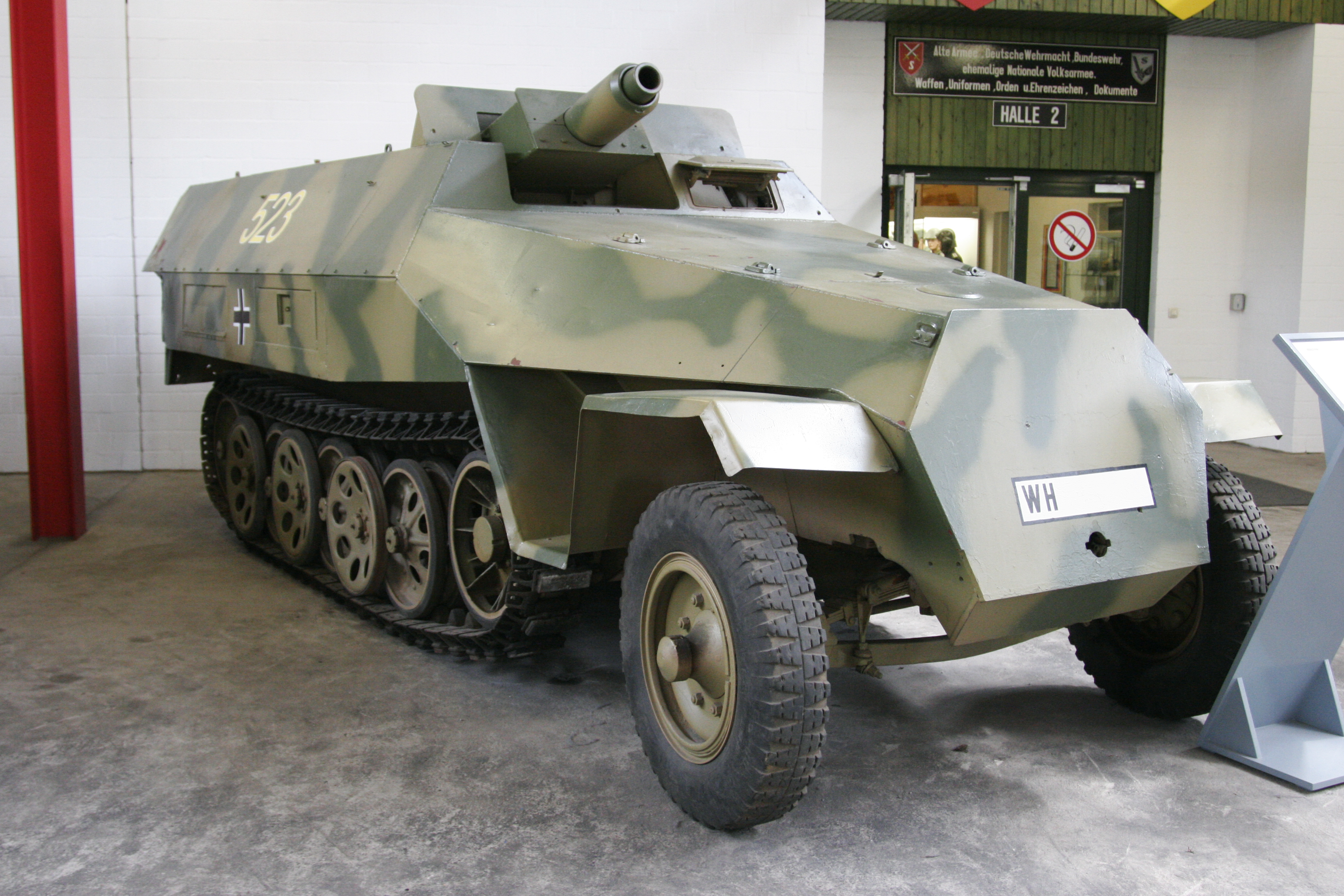
Sd.Kfz.251 /9 "Stummel

### SdKfz 251/10
Mittlerer gepanzerter Schützenpanzerwagen mit 3,7 cm Pak

Understödsfordon med 3,7 cm Pak 36 pansarvärnskanon.

### SdKfz 251/11
Mittlerer gepanzerter Fernsprechwagen
Medeltungt bepansrat fordon för utläggning av telefonkabel.

### SdKfz 251/12
Mittlerer gepanzerter Meßtrupp- und Gerätewagen
Fordon med trupp och mätutrustning för artillerienheter.

### SdKfz 251/13
Mittlerer gepanzerter Schallaufnahmewagen
Fordon med specialutrustning för artilleri.

### SdKfz 251/14
Mittlerer gepanzerter Schallauswertwagen
Fordon med specialutrustning för artilleri.

### SdKfz 251/15
Mittlerer gepanzerter Lichtauswertewagen
Fordon med specialutrustning för artilleri.

### SdKfz 251/16
Mittlerer gepanzerter Flammwagen
Eldkastarfordon.

### SdKfz 251/17
Mittlerer gepanzerter Schützenpanzerwagen mit 2 cm Flak 38
Luftvärnsfordon med 20 mm luftvärnskanon FlaK 30 eller Flak 38.

### SdKfz 251/18
Mittlerer gepanzerter Beobachtungswagen
Spaningsfordon utrustat med radioanläggning FuG12.

### SdKfz 251/19
Mittlerer gepanzerter Fernsprechbetriebswagen
Fordon utrustat med telefonväxel.

### SdKfz 251/20
Mittlerer gepanzerter Schützenpanzerwagen mit Infrarotscheinwerfer
I slutet av 1944 introducerades SdKfz 251/20, även känd som UHU (uv), som befäls- och spaningsfordon för mörkerstrid för stridsvagnsplutoner med fem Panther-stridsvagnar utrustade med IR-utrustning. Stridsvagnarnas egna IR-strålkastare och bildomvandlare hade bara en räckvidd på kring 400 meter. SdKfz 251/20 med en 60 cm IR-strålkastare Beobachtungsgerät 1251 och en teleskopbildomvandlare Beobachtungsgerät 1221 kunde belysa och se mål på upp till 1500 meters avstånd. Med denna kunde plutonchefen dirigera stridsvagnarna mot målen med hjälp av den vanliga FuG5-radion. I augusti 1944 beställdes 600 vagnar men endast 60 stycken hann levereras innan kriget var slut.

### SdKfz 251/21
Mittlerer gepanzerter Schützenpanzerwagen mit MG 151 Drilling
Luftvärnsfordon utrustat med 20 mm MG 151/20 automatkanoner i trippellavettage.

### SdKfz 251/22
Mittlerer gepanzerter Schützenpanzerwagen mit 7,5 cm Pak 40 L/46
Pansarvärnsfordon utrustat med 75 mm PaK 40 L/46 pansarvärnskanon.

### SdKfz 251/23
Mittlerer gepanzerter Schützenpanzerwagen mit 2 cm Hängelafette

Lätt bepansrat spaningsfordon med ett enkelt sexsidigt öppet torn 2 cm Hängelafette 38 beväpnat med en 2 cm KwK 38 och en 7,92 mm MG42.